# Клубе Атлетико Минейро
Клубе Атлетико Минейро е футболен отбор от град Бело Оризонти, Бразилия.

## История
Отборът е създаден на 25 март, 1908 от 22 любители на футбола. Първият мач на тима е на 21 март 1909.

## Успехи

### Национални
- Кампеонато Бразилейро Серия А (2): 1971, 2021
- Суперкупа на Бразилия (1): 2022
- Копа до Бразил (2): 2014, 2021
- Кампеонато Бразилейро Серия Б (1): 2006
- Кампеонато Минейро (48): 1915, 1926, 1927, 1931, 1932, 1936, 1938, 1939, 1941, 1942, 1946, 1947, 1949, 1950, 1952, 1953, 1954, 1955, 1956, 1958, 1962, 1963, 1970, 1976, 1978, 1979, 1980, 1981, 1982, 1983, 1985, 1986, 1988, 1989, 1991, 1995, 1999, 2000, 2007, 2010, 2012, 2013, 2015, 2017, 2020, 2021, 2022, 2023
- Купа Минас Жерайс (5): 1975, 1976, 1979, 1986, 1987

### Международни
- Копа Либертадорес (1): 2013
- Копа КОНМЕБОЛ (2): 1992, 1997
- Рекопа Судамерикана (1): 2014

## Легендарни футболисти
- Роналдиньо
- Дада
- Марио де Кастро
- Гуара
- Лукаш Миранда
- Мансини
- Николас Отаменди